# 미사강변중학교
미사강변중학교(渼沙江邊中學校)는 대한민국 경기도 하남시 선동에 있는 공립 중학교이다.

## 학교 연혁
- 2014년 1월 13일 : 학교 설립인가
- 2014년 7월 1일 : 미사강변중학교 3학급 개교
- 2014년 7월 1일 : 초대 권순조 교장 취임
- 2015년 2월 12일 : 제1회 졸업식(14명 졸업)
- 2015년 3월 2일 : 제1회 입학식 (3학급 73명 입학)
- 2015년 3월 2일 : 2015학년도 진로체험 거점학교 운영교
- 2023년 3월 1일 : 제5대 유선희 교장 취임
- 2024년 1월 5일 : 제10회 졸업식(375명 졸업)
- 2024년 3월 4일 : 제10회 입학식(15학급 484명 입학)

## 참고 자료
- 미사강변중학교 - 한국교육학술정보원 학교알리미